# King Kongs Deoroller
King Kongs Deoroller ist eine deutsche Partyrock-Band aus Heilbronn.

## Geschichte
King Kongs Deoroller wurde Ende 2012 von den vier Bandmitgliedern gegründet. Alle Bandmitglieder kannten sich schon lange zuvor privat und auch von früheren gemeinsamen musikalischen Projekten. Im Dezember 2012 hatte die Band ihren ersten Auftritt auf dem „X-Mas rockt“ in Bad Rappenau.
2013 spielte die Band auf der „Am Rande des Wahnsinns“-Tour gemeinsamen mit Saitenfeuer und Enorm in fünf Städten. 2014 und 2015 folgen weitere Auftritte auf einigen Festivals und als Vorgruppe verschiedenster deutschsprachiger Bands.
Am 15. Mai 2015 wurde die Single Immer nur Ficken (Coverversion des gleichnamigen Songs von Ganz Schön Feist) zum kommenden Album veröffentlicht. Am 10. Juli 2015 folgte das Debütalbum Gute Besserung, welches sich eine Woche in den Media-Control-Charts hielt (Platz 60). Anschließend spielte die Band eine Tour durch kleinere Clubs in Deutschland. Beim Video zur zweiten Single Claus Hipp hat Micaela Schäfer mitgespielt.
Ende Dezember 2015 traten King Kongs Deoroller im Vorprogramm von J.B.O. auf deren „Blast Christmas Shows“ in Bochum und Osnabrück auf. Im März und April 2016 waren sie erneut gemeinsam mit J.B.O. in verschiedenen größeren Clubs und Hallen auf Tour.
Am 19. August 2016 erschien das Video zum Song Zu alt für Rock´n Roll zum kommenden, zweiten Album Im Zeichen des Affen. Dieses erschien am 4. November 2016. Die Band ging anschließend auf eine eigene Deutschland-Tour durch 12 Städte, mit der Band Rockwasser als Vorgruppe.

## Diskografie

### Studioalben
- 2015: Gute Besserung (Anti-Transpirant-Records/Soulfood)
- 2016: Im Zeichen des Affen (Anti-Transpirant-Records/Soulfood)

### Musikvideos
| Jahr | Titel                  | Anmerkungen                                                |
| ---- | ---------------------- | ---------------------------------------------------------- |
| 2015 | Immer nur Ficken       | Erstveröffentlichung: 15. Mai 2015                         |
| 2015 | Claus Hipp             | Erstveröffentlichung: 26. Juni 2015, feat. Micaela Schäfer |
| 2016 | Zu alt für Rock´n Roll | Erstveröffentlichung: 19. August 2016                      |
| 2016 | Unfickbar              | Erstveröffentlichung: 4. November 2016                     |